# 王树东 (1970年)
王树东（1970年7月—），通化市卫生健康委员会主任、党组书记、通化市中心医院院长、党委书记，吉林省人大代表。曾任通化市结核病医院医务科科长，通化市结核病医院副院长，通化市结核病医院院长、党支部书记、结核所所长，通化市疾病预防控制中心主任、党总支书记，通化市中心医院副院长、党委委员。
2020年11月5日，被任命为通化市卫生健康委员会主任。2021年1月23日，因对新冠疫情防控形势认识不足，日常工作部署检查不及时，履行领导责任不到位，造成工作被动，由通化市纪委给予王树东党内警告处分。